# György Márkus
György Márkus (Budapest, 13 de abril de 1934-5 de octubre de 2016) fue un filósofo húngaro, que perteneció a la Escuela de Budapest, círculo de teóricos críticos asociados con la obra de György Lukács. 

## Biografía
Se graduó en Filosofía en la Universidad Lomonosov de Moscú en el año 1957. Desde que regresó a su ciudad natal hasta 1965 fue profesor de la Universidad de Budapest. Entre 1958 y 1973 fue miembro del Instituto de Filosofía de la Academia de Ciencias de Hungría. Debido a diferencias ideológicas, fue destituido de sus cargos docentes en Hungría en 1973 y viajó en 1977 a Australia, donde desde 1978 dio clases en la Universidad de Sídney. Era miembro externo de la Academia Húngara de Ciencias] (1990). También forma parte del consejo editorial de la revista académica Thesis Eleven: Critical Theory and Historical Sociology. Recibió el Premio György Lukács en 2005.
Estaba casado con la socióloga polaca Maria Márkus, profesora de la Universidad de Nueva Gales del Sur. La pareja tiene dos hijos, György y András.

## Ideas
A partir del estudio de los Manuscritos económicos y filosóficos de 1844 de Marx, consideró que había una concepción filósófico-antropológica marxista del ser humano y una ontología marxista del ser social. Hizo un análisis de la categoría "alienación". Desde 1968, sobre la base de un balance de la experiencia de los "países socialistas", adoptó una visión crítica del marxismo y posteriormente asumió la posición del liberalismo social y la democracia social.

## Obras
- Marxizmus és "antropológia". Az emberi lényeg fogalma Marx filozófiájában, 1966, 1971; Budapest: Akadémini Kiadó. En castellano: Marxismo y "antropología", 1973; traducción de Manuel Sacristán; Barcelona: Grijalbo.
- Irányzatok a mai polgári filozófiában ("Las tendencias de la filosofía contemporánea"), 1972, con Zádor Tordai.
- Hogyan lehetséges kritikai gazdaságtan? ("¿Cómo es la economía crítica?"), 1973, con György Bence y János Kis.
- Langage et production ("Lenguaje y Producción"), 1982, París: Denoel/Gonthier, 1982.
- Diktatúra a szükségletek felett ("Dictadura sobre las necesidades"), 1983, con Ferenc Feher y Agnes Heller. Oxford : B. Blackwell. En castellano: Dictaduras y cuestiones sociales, 1986; Fondo de Cultura Económica.
- Kultúra és modernitás. Hermeneutikai kísérletek ("La cultura y la modernidad experiencia hermenéutica"), 1992.
- Metafizika – mi végre? ("Metafísica - ¿lo que está fuera?"), 1998.
- «The Soul and Life: The Young Lukács and the Problem of Culture» ("El Alma y Vida: El joven Lukács y el problema de la Cultura"); Telos 32 (Summer 1977). New York: Telos Press.
- Kultúra és modernitás. Hermeneutikai kísérletek ("Cultura y Modernidad: un experimento hermenéutico"), 1992.
- «Antinomies of "culture"» ("Antinomias de 'la cultura'"); Collegium Budapest: Discussion papers 38, 199.
- «A Society of Culture: The constitution of modernity» ("Una Sociedad de Cultura: La constitución de la modernidad"); Rethinking Imagination, 1994; Robinson, G & Rundell, J. Routledge, eds. London & New York.
- Culture, Science, Society: The Constitution of Cultural Modernity ("Cultura, Ciencia, Sociedad: La Constitución de la Modernidad Cultural"), 2011; Leiden: Brill.